# Șevcenko, Vasîlkivka
Șevcenko (în ucraineană Шевченко) este un sat în comuna Pavlivka din raionul Vasîlkivka, regiunea Dnipropetrovsk, Ucraina.

## Demografie
Componența lingvistică a localității Șevcenko
     Ucraineană (92,31%)
     Rusă (7,69%)
Conform recensământului din 2001, majoritatea populației localității Șevcenko era vorbitoare de ucraineană (92,31%), existând în minoritate și vorbitori de rusă (7,69%).